# Siebenbürgisch-Ungarische Volkspartei
Die Siebenbürgisch-Ungarische Volkspartei (ungarisch Erdélyi Magyar Néppárt, EMNP; rumänisch Partidul Popular Maghiar din Transilvania, PPMT) war eine politische Partei in Rumänien, die sich für die Interessen der ungarischen Minderheit des Landes einsetzte. Sie vereinigte sich am 1. November 2022 mit der Ungarischen Bürgerpartei zum Siebenbürgisch-Ungarischen Verband. Ihr letzter Vorsitzender war István Csomortányi.

## Geschichte
Die Siebenbürgisch-Ungarische Volkspartei wurde im Jahre 2011 gegründet. Sie entstand als Alternative zur tonangebenden Partei der ungarischen Minderheit Rumäniens, der Demokratischen Union der Ungarn in Rumänien, sie von ungarischen Aktivisten als zu gemäßigt und zu wenig konservativ empfunden wurde. Die Siebenbürgisch-Ungarische Volkspartei setzte sich nachdrücklich für eine Autonomie des Szeklerlandes innerhalb Rumäniens ein.
Im Jahre 2021 forderte die Partei ein Gesetz zur Diskriminierung Homosexueller nach dem Vorbilde Ungarns.

### Vorsitzende
- 2011–2015: Tibor T. Toró
- 2015–2019: Zsolt Szilágyi
- 2019–2022: István Csomortányi